# Yaxleys Katze
Yaxleys Katze ist ein Kinderbuch des britischen Autors Robert Westall.

## Handlung
Die Geschichte von Rose und ihren beiden Kindern, Timothy und Jane, wird aus der Perspektive der Mutter erzählt. Rose hat Ärger mit ihrem Mann und fährt mit ihren beiden Kindern nach Walney, einem abgelegenen Dorf an der Küste von East Anglia, wo sie ein Haus mietet. Der vormalige Besitzer des Hauses, Sepp Yaxley, ist sieben Jahre zuvor verschwunden. Yaxley, ein Außenseiter im Dorf, hatte den Ruf, eine Art Magier oder Zauberer zu sein. In dem ungepflegten, vernachlässigten Haus streunt noch Yaxleys Katze herum, die Rose und den Kindern Angst macht. Nachdem einige rätselhafte Vorfälle geschehen sind, distanzieren sich die Dorfbewohner immer mehr von Rose und den Kindern. Sie halten die drei für Hexen-Schüler des verschollenen Cottage-Inhabers. Über die Ereignisse von vor sieben Jahren schweigen sie. Nach und nach wird Rose klar, dass das Haus ein schreckliches Geheimnis birgt. 

## Hintergrund
Laut Susanne Koppe wollte Westall eine tiefgehende Auseinandersetzung der Hauptperson darstellen: Rose ist hin- und hergerissen, zwischen der rationalen Welt ihres Mannes und der schlichten und engen Dorfgemeinschaft, die in dumpfem Aberglauben lebt.

## Rezeption
1993 wurde von BBC 4 Radio eine Hörspielbearbeitung ausgestrahlt.

## Ausgaben
- Yaxley´s Cat. London: Macmillan 1991.
- Yaxleys Katze. Deutsche Übersetzung von Cornelia Krutz-Arnold. Frankfurt a. M. Verl. Alibaba 1993.